# Skantzoura
Skantzoura (in greco: Σκάντζουρα) è un'isola greca appartenente all'arcipelago delle Sporadi Settentrionali. L'isola è situata a 11 chilometri dall'isola di Alonneso (ed è considerata parte del comune). Secondo un sondaggio del 2001, l'isola è disabitata.
Skantzoura è parte del parco nazionale marino di Alonneso.